# Birgit Sandler

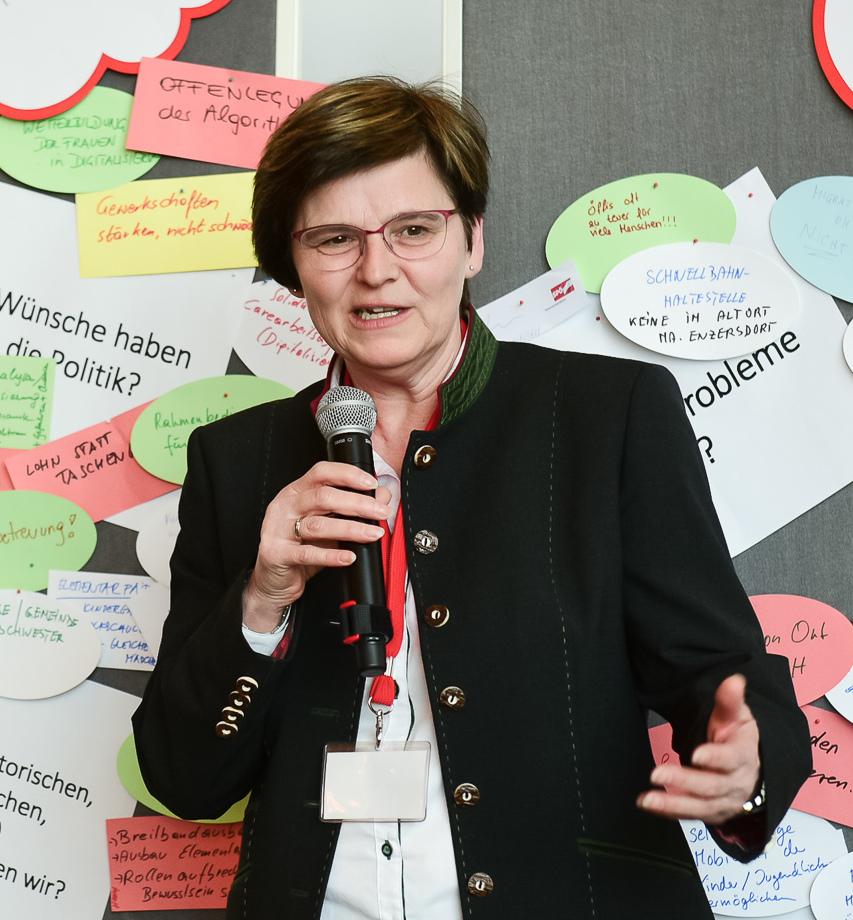
Birgit Sandler (2018)

Birgit Silvia Sandler (* 1. Jänner 1964 in Leoben, Steiermark) ist eine österreichische Politikerin der Sozialdemokratischen Partei Österreichs (SPÖ). Vom 9. November 2017 bis zum 22. Oktober 2019 war sie Abgeordnete zum Nationalrat.

## Leben

### Ausbildung und Beruf
Birgit Sandler besuchte nach der Volksschule Leoben das dortige Gymnasium, wo sie 1983 maturierte. Anschließend studierte sie bis 1985 an der Universität Graz Sprachen und war bis 1988 als Au-pair in Orange County (Kalifornien). 
Danach war sie in verschiedenen österreichischen Unternehmen angestellt, unter anderem am Lerninstitut Leoben. Von 1999 bis 2006 und von 2009 bis 2012 war sie als Sozial- und Berufspädagogin beim Berufsförderungsinstitut (BFI) Steiermark tätig, von 2006 bis 2009 war sie Teamreferentin der KIAB („Kontrolle illegaler Ausländerbeschäftigung“), der späteren Finanzpolizei. Von 2012 bis 2017 leitete sie das Verbandssekretariat der Volkshilfe Steiermark.

### Politik
Birgit Sandler ist seit 2012 Mitglied des Landesfrauenausschusses der SPÖ Steiermark und gehört seit 2014 dem Gemeinderat der Stadt Leoben an, wo sie von Juni 2016 bis Dezember 2017 als Stadträtin fungierte. Seit August 2015 ist sie Regionalvorsitzende für Bildung der SPÖ Leoben-Eisenerz. Sie ist Mitglied des Bezirksparteivorstandes und des Bezirksfrauenvorstandes der SPÖ Leoben sowie des erweiterten Landesparteivorstandes der SPÖ Steiermark. 
Bei der Nationalratswahl 2017 kandidierte sie im Regionalwahlkreis Obersteiermark, am 9. November 2017 wurde sie als Abgeordnete zum österreichischen Nationalrat angelobt, wo sie als Nachfolgerin von Ulrike Königsberger-Ludwig als Bereichssprecherin für Familie und Menschen mit Behinderungen fungierte. Nach der Nationalratswahl 2019 schied sie aus dem Nationalrat aus.
Nach der Gemeinderatswahl 2020 wurde sie erneut Stadträtin in Leoben. Im November 2022 wurde sie als Nachfolgerin von Maximilian Jäger als Vizebürgermeisterin von Leoben designiert und im Dezember 2022 zur Vizebürgermeisterin gewählt.

## Auszeichnungen
- 2020: Goldenes Ehrenzeichen des Landes Steiermark[9]